# Blantyre
Blantyre je největší město Malawi a středisko financí a obchodu této republiky. V roce 2015 mělo 1 068 681 obyvatel. Je zároveň administrativním centrem Jižní oblasti Malawi a okresu Blantyre. Sídlí zde státní televize Malawi Broadcasting Corporation (MBC), nejvyšší soud, několik fakult Malawiské univerzity a další školy.